# Peligro
«Peligro» (del latín pericŭlum) es una situación que produce un nivel de amenaza a la vida, la salud, la propiedad o el medio ambiente. Se caracteriza por la viabilidad de ocurrencia de un incidente potencialmente dañino. 

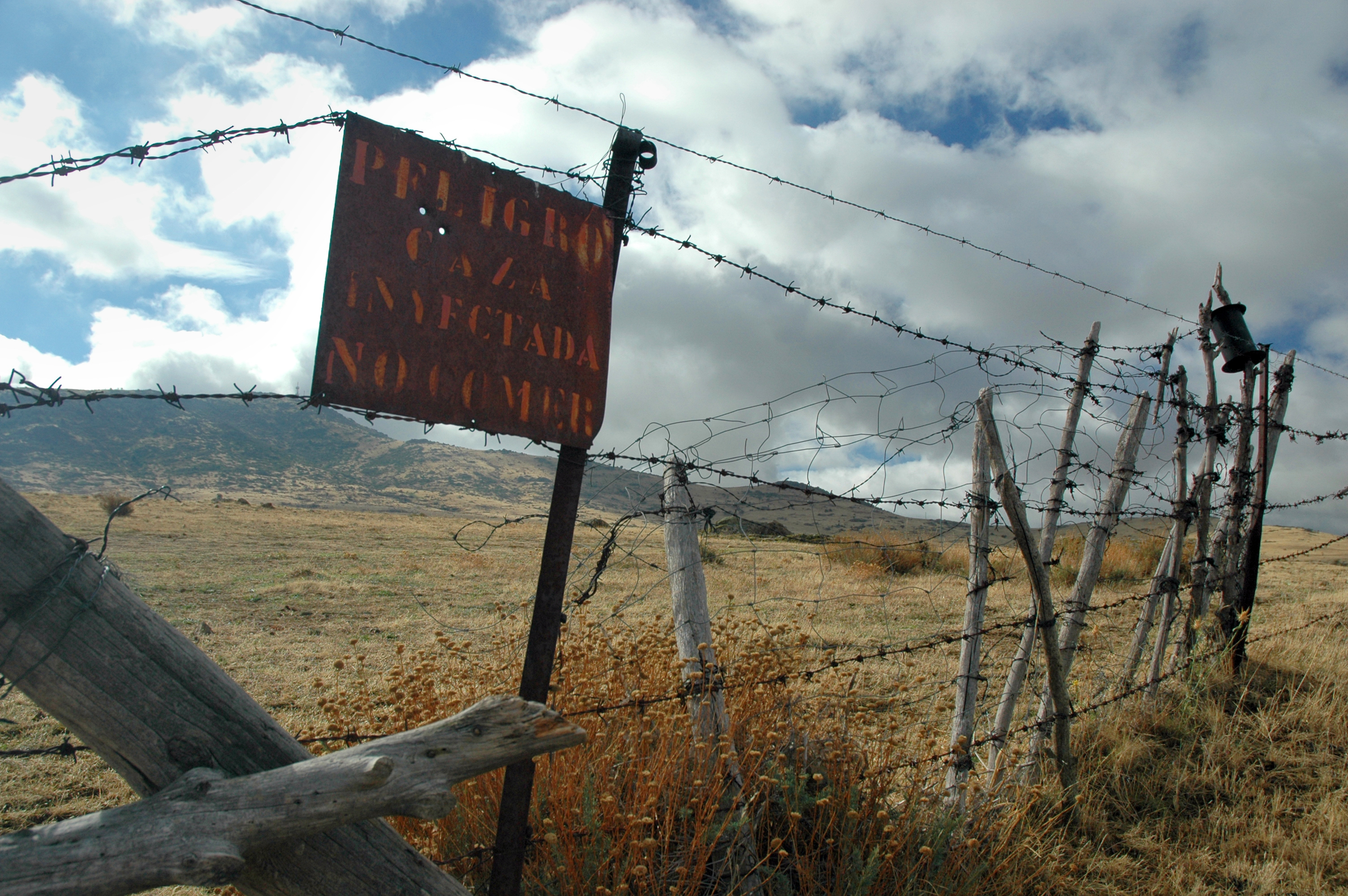
Ejemplo de señal advirtiendo un peligro

El peligro es "real" cuando existe aquí y ahora, y es "potencial" cuando el peligro ahora no existe, pero se sabe que puede existir a corto, medio, o largo plazo,  de la naturaleza de las causas que crean peligro.

## Definición
Es cuando una persona u objeto pasa el riesgo de algo que lo pueda dañar o pueda dañar las cosas que lo rodean.
Proviene del español antiguo periglo, del latín pericŭlum que significa ‘ensayo’, ‘prueba’. La palabra peligro se deriva de periri ‘probar’, ‘experimentar’. La norma OHSAS lo define como:

Fuente, situación o acto con potencial de daño en términos de enfermedad o lesión a las personas, o una combinación de estos
 NTC-OHSAS 18001

## Tipos de peligro

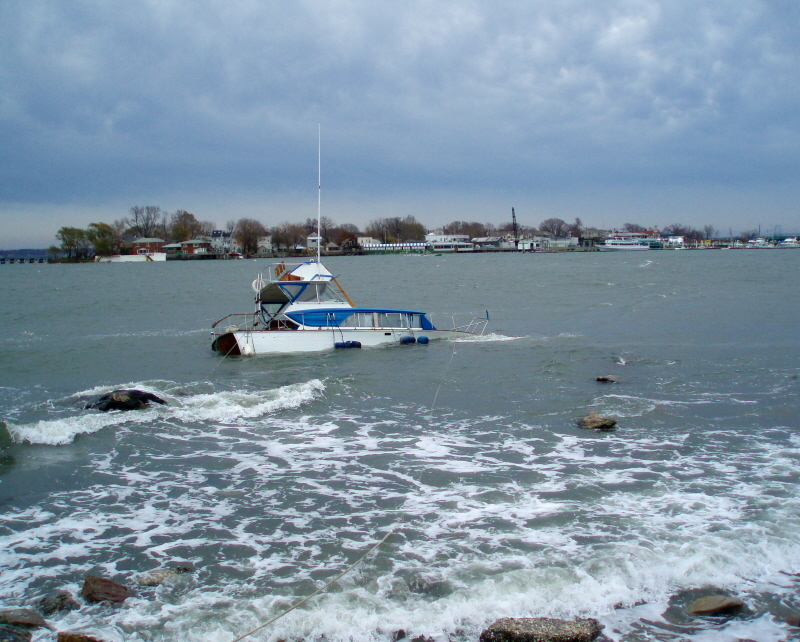
Naufragio en las rocas exteriores a la playa de Orchard (El Bronx) durante el invierno de 2007.

El término Peligro se usa normalmente para describir una situación potencialmente dañina, aunque no el evento mismo normalmente - una vez que el incidente ha comenzado se clasifica como una emergencia o incidente. Hay varios modos de peligro, que incluyen:
- Latente - La situación tiene el potencial de ser peligrosa, pero no están afectadas todavía ni las personas, ni las propiedades ni el medio ambiente. Por ejemplo, una colina puede ser inestable con el potencial para un deslizamiento de ladera, pero si no hay nada bajo la colina que pueda ser afectado.
- Potencial - También conocido como "Armado", esta es una situación donde el peligro está en posición de afectar a las personas, a las propiedades o al medio ambiente. Este tipo de peligro suele necesitar una evaluación de riesgo posterior.
- Activo - El peligro ciertamente causa daños, dado que no es posible intervenir después de que el incidente ocurra.
- Mitigado - Un peligro potencial ha sido identificado, pero se han tomado medidas para asegurar que no se convierta en un incidente. Puede que no haya una garantía absoluta de que no haya riesgo, pero es claro que se han tomado medidas para reducir significativamente el peligro.
- Público - Un peligro público es el que supone un daño moral o físico a las personas, como puede ser una epidemia, una catástrofe natural, un asesino, un psicópata, etc.

## Clasificación de los peligros
Dada su naturaleza, un peligro envuelve elementos que son potencialmente dañinos para la vida de las personas, para la salud, la propiedad o el medio ambiente. Hay varios métodos para clasificar un peligro, pero la mayoría de los sistemas usan variaciones de los factores Posibilidad de que el peligro se vuelva incidente y la Severidad del incidente que pueda ocurrir.
Un método común es asignar valores tanto a la posibilidad como a la severidad en una escala numérica (con los valores más altos para los más posibles y los más serios) y multiplicar la una por la otra para establecer una escala comparativa.
{\displaystyle Riesgo=Posibilidad*Severidad}
donde:
 : Posibilidad = posibilidad de ocurrencia
 : Severidad = Severidad si el incidente ocurre
Esta escala puede usarse para identificar qué peligros pueden necesitar ser mitigados. Una escala baja de posibilidad de ocurrencia puede significar que el peligro es Latente, mientras que un valor alto puede indicar que podría haber un peligro Activo.

## Causas
Hay muchas causas, pero pueden ser clasificadas en términos amplios en:
- Naturales - Los peligros naturales incluyen los que son causados por un proceso natural, y pueden incluir peligros obvios como los terremotos o erupción de  volcanes hasta los peligros a una escala menor como el desprendimiento de rocas en una colina.
- Antrópicos - Peligros causados por los humanos que incluyen una gran selección de posibilidades, posiblemente demasiado larga para listarlas, desde los efectos a largo plazo (y a veces controvertidos) como el cambio climático hasta los peligros inmediatos como las zonas de construcción.
- Relacionados con una actividad - Algunos riesgos están creados por la realización de ciertas actividades, y con el cese de esas actividades desaparece el peligro. Esto incluye riesgos como, por ejemplo, volar.